# Simeon Simeonow
Simeon Simeonow (ur. 26 kwietnia 1946 w Sofii, zm. 2 listopada 2000 tamże) – bułgarski piłkarz, występujący na pozycji bramkarza. Jako zawodnik większą część kariery - dziewięć lat (1964–1973) - spędził w Slawii Sofia, z którą zdobył wicemistrzostwo kraju w 1967 roku, Puchar Armii Sowieckiej w 1966 oraz dotarł do półfinału Pucharu Zdobywców Pucharów (1966–1967). W tym czasie - w 1968 roku - został, jako drugi bramkarz w historii, wybrany na najlepszego piłkarza w Bułgarii. W 1974 roku przeszedł do CSKA Sofia, ale niedługo po tym transferze doznał poważnej kontuzji, która zmusiła go do przedwczesnego zakończenia piłkarskiej kariery. Łącznie w bułgarskiej ekstraklasie rozegrał 148 meczów. Z reprezentacją Bułgarii, w której barwach od 1964 do 1974 roku wystąpił 34 razy, brał udział w trzech turniejach o Puchar Świata - w mundialu 1966 (jeden mecz), 1970 (dwa mecze) i 1974 (jako rezerwowy).